# ファミリー・インターナショナル
ファミリー・インターナショナル（英: The Family International、TFI）は、キリスト教系の新宗教。1968年にアメリカ合衆国カリフォルニア州にてデビッド・バーグが創設した。旧教団名は神の子供たち、愛の家族、その後、ファミリー、2004年からはファミリー・インターナショナルとなる。1960年代後半のジーザス・ムーブメントから派生した団体で、初期の改宗者の多くはヒッピー運動から流れてきた。1970年代、80年代において、アメリカとヨーロッパにおけるカルト論争を引き起こした団体のひとつである。

## 概要
救済、黙示信仰、そして会員がシステムと呼ぶ外の世界に対する精神的な「革命」のメッセージと共に、ファミリー・インターナショナルが成長、拡大するにつれ、結果として物議をかもした。
1974年、セックスを使って、神の愛を表現し、改宗者を獲得するという浮気釣りと呼ばれる福音伝道の方法を始めた。　浮気釣りの実践は1987年に終了した。神の子供たちの創設者で預言者でもあり、自身をモーゼ・デイビッドと呼んだデビッド・バーグは、1994年の彼の死まで、多くの精神的で実践的なことがらの指示、助言を記した手紙モ・レターズを通して、信者とやりとりした。彼の死後、未亡人のカレン・ゼルビーがファミリー・インターナショナルのリーダーとなった。
グループの性に関する考えから、児童性的虐待のうわさを呼ぶことになった。1990年代に司法当局や学者によって行われたいくつもの調査で、TFIは子どもたちにとって安全な環境であると結論付けられたが、そのような調査によって過去のトラブルが強調されることとなった。TFIの指導者陣は、1978年から1986年の間に幾人かの子どもに虐待が起こったことを認め、過度の罰や成人と未成年者の間のいかなる性的接触をも禁じる指針を作成した。1988年12月以降に子どもを虐待したことがわかった者は、TFI指導者陣によって破門されている。
2005年1月にリッキー・ロドリゲス(その数年前に団体を離れていた)が、元メンバーを殺害後に自殺したことで、メディアから再び注目された。事件は、元メンバー、現メンバーの両方にショックを与えた。

## TFIの元・現信者である著名人
- 俳優のフェニックス四兄弟（リヴァー・フェニックス、ホアキン・フェニックス、レイン・フェニックス、サマー・フェニックス）は、両親が信者だったため、全員が1972年から1978年までTFIで生まれ育った。リヴァーは、1994年に雑誌エスクァイアで「あいつらは人の人生を駄目にしている」と、怒りながら教団のことを話した。[8]
- ロック・バンド「フリートウッド・マック」の初期メンバーであるジェレミー・スペンサーは、TFIの前身である神の子供たちに加わり、現在もメンバーである。
- ガールズ (アメリカのバンド)の元メンバーのクリストファー・オウエンス。16歳で脱会。
- ジャノアナ・バーリング（英語版） - 23歳で脱会するまでの教団での生活を暴露した『Not Without My Sister』がベストセラーになった。

## 批判
1971年に反カルトグループFREECOGが結成された。FREECOGは1980年代初期にCult Awareness Networkに合流したが、1996年にCult Awareness Networkは、倒産裁判所にて、サイエントロジー関係者によって買収されている。

## メディア
- Children of God: Lost and Found - Noah Thomsonによる75分のドキュメンタリー。2007年スラムダンス映画祭出品 IMDB
- 2005年3月30日、ロー&オーダーの第15シーズン中の『セクト』[9]と言う題のエピソードは、ファミリー・インターナショナルのリーダーカレン・ゼルビー（英語版）を連想させる「シェルビー」という女性が登場する。彼女は虐待を行う。エピソード中ではそのリーダーの子供が殺人を犯すという、リッキー・ロドリゲス事件を元にした描写もされている。

## 日本
日本でファミリー・インターナショナルは、1972年に始まり、1990年代初期（当時は「愛の家族」）に日本のメディアにおいて話題となった。特に「ビッグモーニング」では、乱交、児童への性的虐待などが煽情的に取り上げられ、繰り返し報道されていた。
1995年、阪神・淡路大震災直後から救援ボランティア活動を開始し、地震から5年後の2000年3月まで震災ボランティアとして活動した。
活動は、ファミリー関係者やその他の個人によって運営される独立したボランティア組織やNGOによって実施されている。会員誌として聖書や創立者デビッド・バーグの言葉や会員などを紹介した『アクティベート』が発行されていたが、2010年に休刊した。

## 研究者
- ゴードン・メルトン（英語版）
- ステファン・ケント（英語版）
- ウィリアム・シムズ・ベインブリッジ（英語版）
- ジャン＝マリー・アブグロール（英語版）

## 参照
1. ↑  英: The Children of God
2. ↑  英: The Family of Love
3. ↑  英: The Family
4. ↑  “'The Family' and Final Harvest”. ワシントン・ポスト. (1993年6月2日) 2008年4月27日閲覧. "Sure, Alexander concedes, plenty of people object that The Family's "Law of Love" permits sex outside marriage and that the group once condoned a practice known as "flirty fishing" – the use of sex to win converts."
5. ↑  英: Mo Letters
6. ↑  xFamily.org Publications Database — contains the entire text of "Mo Letters"
7. ↑  https://edition.cnn.com/2007/US/12/04/kaye.murdersuicide/index.html
8. ↑  雑誌Esquireの記事 Archived 2009年2月16日, at the Wayback Machine.
9. ↑  英: Sects
10. 1 2  日本での活動概要ファミリー・インターナショナル公式サイト
11. ↑  渡邊太『復興と宗教』第二章『キリスト教のボランティア活動』（東方出版）
12. ↑  アクティベート誌休刊と「アクティベート・リーフ」に関するお知らせアクティベートジャパン